# Elias Motsoaledi (gmina)
Elias Motsoaledi – gmina w Republice Południowej Afryki, w prowincji Limpopo, w dystrykcie Sekhukhune. Siedzibą administracyjną gminy jest Groblersdal.